# Hradní vrch Hukvaldy
Přírodní památka Hradní vrch Hukvaldy se nacházela v obci Hukvaldy. Lokalita zahrnovala středověký hrad Hukvaldy na vrcholu kopce, na jehož svazích se rozkládá historická hradní obora. Přírodní památka byla k 27. červenci zrušena a nahrazena přírodní památkou Hukvaldy.
Lesní porost má charakter bučiny, staré 160–240 let. Sedm buků lesních bylo vyhlášeno za památné stromy. Staré stromy, v jejichž dutinách hnízdí holub, krutihlav, datel, strakapoud či lejsek, jsou stejně jako sušiny a torza stromů v lokalitě záměrně ponechávány. Nerozložené bukové listí brání vzniku bohatšího bylinného podrostu. Obora, která se zahrnuje krom přírodní památky Hradní vrch Hukvaldy také vrchol Kazničov (601 m), má rozlohu 457 ha a bylo v ní napočítáno cca 140 kusů daňčí a 120 kusů mufloní zvěře.
První zmínka o oborním chovu pochází z roku 1567. V tomto roce byla obora pro vysokou zvěř založena olomouckým biskupem Vilémem Prusinovským z Víckova. Zdá se, že biskupa k tomu vedly reprezentační důvody. Po celé období episkopátu biskupa Prusinovského máme doloženu snahu o získávání zvěře do obory jak z oborních chovů císařských statků ve východních Čechách, tak od aristokracie z celé Moravy. Zvěř byla odchytávána také na dalších biskupských statcích. Obora zřízená v podhradí hradu Hukvaldy zároveň poskytovala možnost pozorovat zvěř přímo ze zámku a je zde doložena i snaha ochočit si zvěř tak, aby se nebála lidí a na samotný hrad docházela.

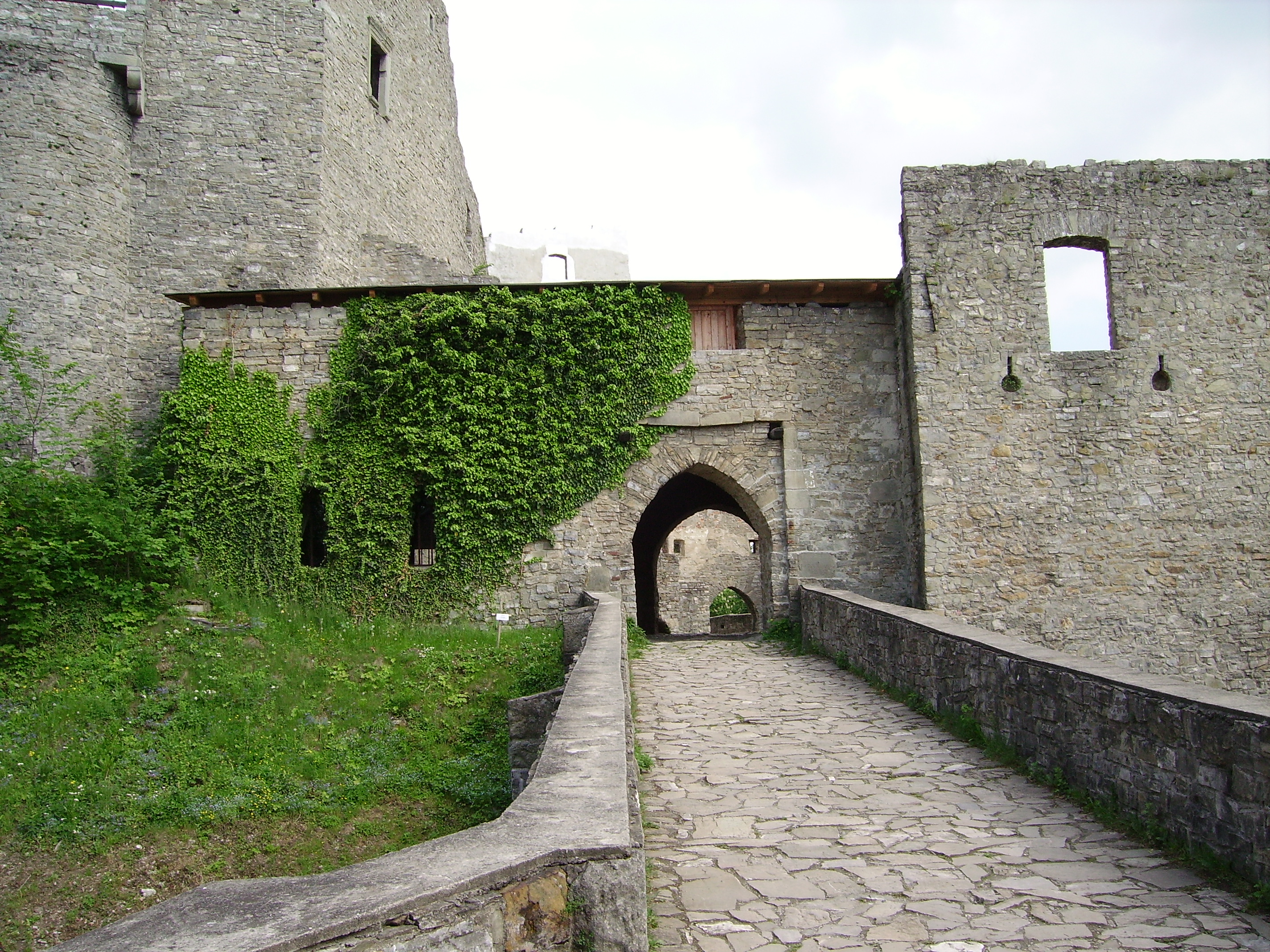
Hrad Hukvaldy
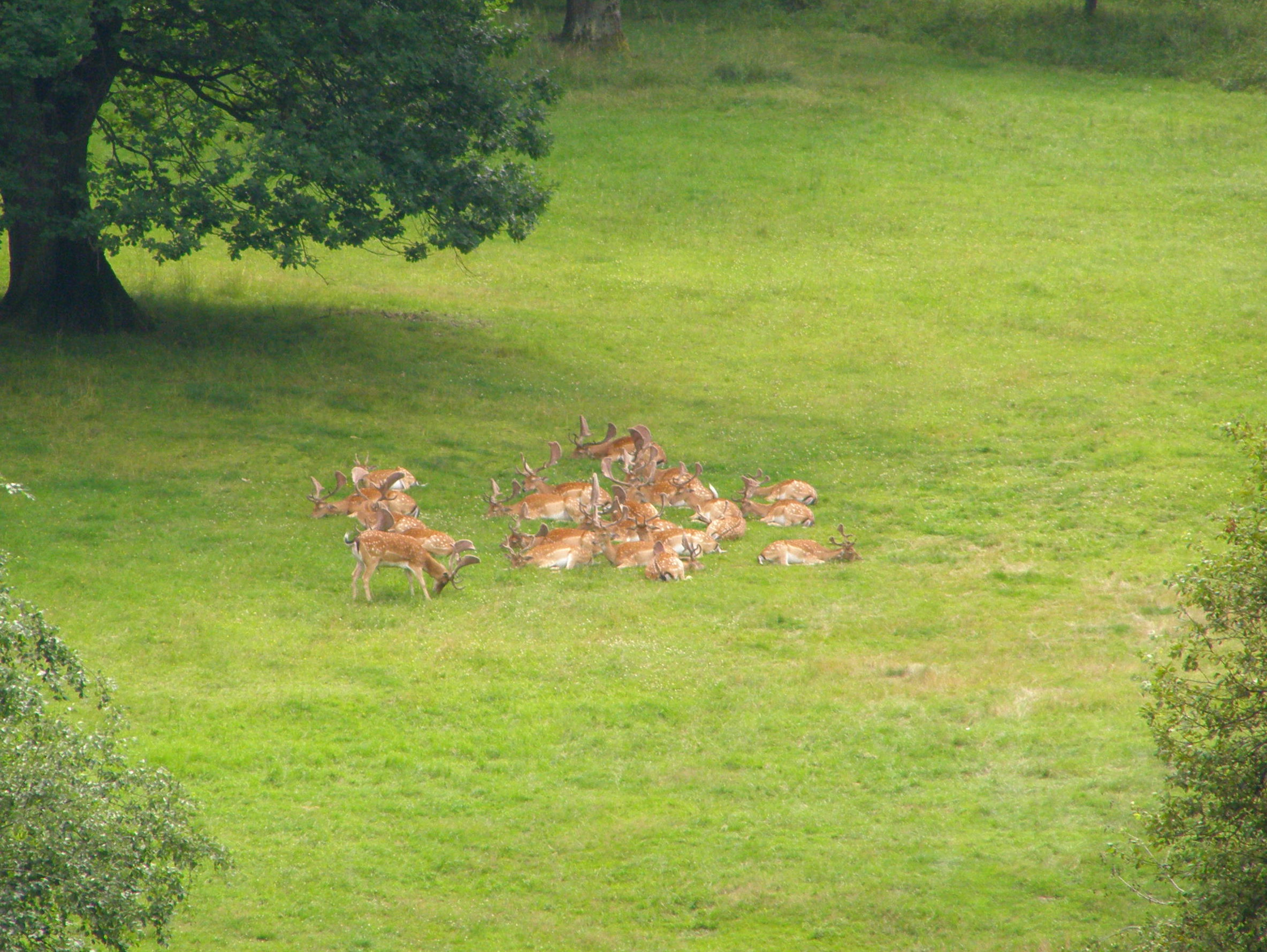
Stádo daňků v oboře
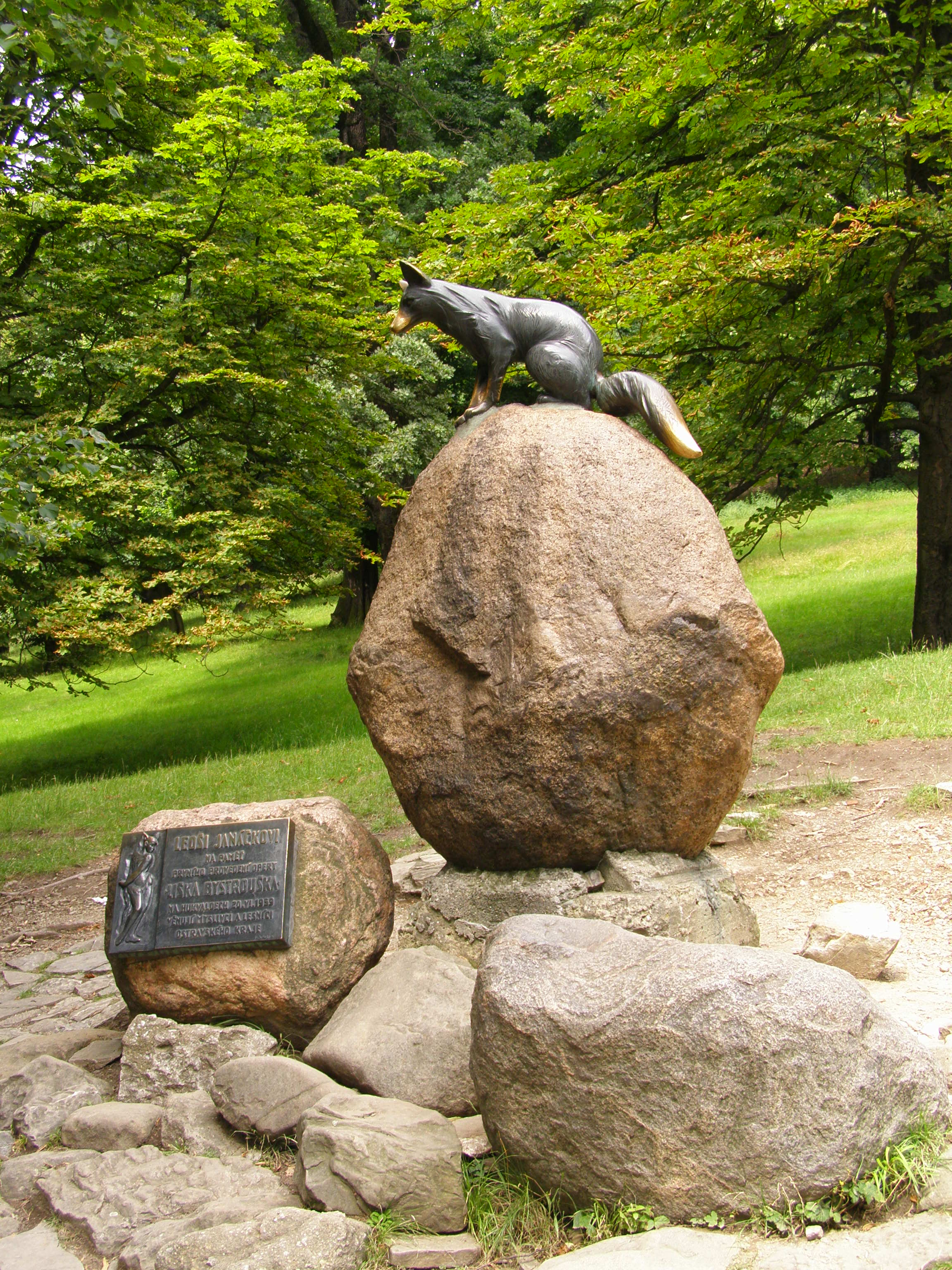
Liška Bystrouška